# Triora
Triora là một đô thị ở tỉnh Imperia trong vùng Liguria, tọa lạc khoảng 100 km về phía tây nam của Genoa và khoảng 25 km về phía tây bắc của Imperia, on the border with Pháp. Tại thời điểm ngày 31 tháng 12 năm 2004, đô thị này có dân số 416 người và diện tích là 68 km².
Đô thị Triora có các frazioni (các đơn vị cấp dưới, chủ yếu là các làng) Bregalla, Cetta, Creppo, Goina, Loreto, Monesi, Realdo, Verdeggia, và Saccarello.
Triora giáp các đô thị sau: Briga Alta, Castelvittorio, La Brigue (France), Mendatica, Molini di Triora, Montegrosso Pian Latte, Pigna và Saorge (Pháp).